# Chaim Bogopolski
Chaim Bencjonowicz Bogopolski (ros. Хаим Бенционович Богопольский, ur. 1891 w Kiszyniowie, zm. 11 października 1937 w Moskwie) – radziecki działacz partyjny.

## Życiorys
Urodzony w rodzinie żydowskiej. Od 1905 działał w partii eserowców, 1918 został członkiem RKP(b), 1919 był przewodniczącym Tymczasowego Kiszyniowskiego Komitetu RKP(b). W 1920 został aresztowany przez rumuńskie władze, 1922 amnestionowany, następnie wyjechał do ZSRR, gdzie 1923-1924 był pełnomocnikiem ds. emigrantów politycznych. Od 1925 do grudnia 1928 był przewodniczącym Mołdawskiej Obwodowej Rady Związków Zawodowych, od 27 grudnia 1928 do marca 1930 sekretarzem odpowiedzialnym Mołdawskiego Komitetu Obwodowego KP(b)U (I sekretarzem Komunistycznej Partii Mołdawii w Mołdawskiej Autonomicznej Socjalistycznej Republice Radzieckiej), później konstruktorem w fabryce mebli nr 161 w Moskwie.
13 marca 1937 został aresztowany, następnie rozstrzelany w ramach wielkiego terroru.